# Nomentana (traghetto)
La Nomentana era una nave traghetto della classe Strade Romane, appartenuta alla Tirrenia di Navigazione (poi Tirrenia - Compagnia Italiana di Navigazione) dal 1980 al 2013.

## Caratteristiche
La Nomentana faceva parte della classe Strade Consolari Romane, una serie di sei unità gemelle costruite tra il 1979 e il 1981 per la Tirrenia di Navigazione. Al varo aveva una lunghezza di 136 metri e una stazza lorda di 9485 tonnellate, poteva trasportare circa mille passeggeri e 470 autovetture e raggiungeva una velocità di crociera di 20 nodi. Il grande incremento del traffico turistico verso la Sardegna avvenuto negli anni ottanta spinse la Tirrenia a sottoporre la Nomentana e le gemelle a un intervento di allungamento per aumentarne la capacità di carico. Nell'inverno tra il 1986 e il 1987 la nave fu allungata con un troncone di 12 metri e alzata di un ponte, raggiungendo una lunghezza di 148 metri e una stazza lorda di 12523 tonnellate. Questo intervento quasi raddoppiò la capacità passeggeri, portando il numero di vetture trasportabili a 610.
Nel 1992 la Nomentana fu sottoposta a un'ulteriore trasformazione ai cantieri navali INMA di La Spezia, dove fu alzata di altri due ponti. Per bilanciare il grande aumento di altezza alla nave furono aggiunti delle controcarene laterali, ma le modifiche, pur incrementando la capacità dell'unità a 2280 passeggeri e 650 autovetture e aumentando notevolmente il numero di posti letto a bordo, causò una cospicua riduzione della velocità di servizio, che si ridusse a meno di 17 nodi, e rese la nave soggetta all'effetto vela per via della grande superficie laterale esposta al vento, riducendone stabilità e manovrabilità. Per questi motivi solo Aurelia e Clodia furono sottoposte a questo secondo intervento, mentre Domiziana, Flaminia ed Emilia mantennero la configurazione assunta dopo la prima trasformazione.
Nel gennaio 2004 la Nomentana entrò in cantiere a Palermo per degli estesi lavori di ristrutturazione, che avevano lo scopo di portare le strutture alberghiere della nave al livello di quelle delle unità più recenti della flotta Tirrenia. Tutte le cabine dei ponti superiori furono convertite in cabine di prima classe con servizi interni, l'area soggiorno bar del ponte 11 fu eliminata per fare posto ad altre cabine, mentre nel ponte copertino rimasero le cabine di seconda classe senza servizi esattamente come nella costruzione originale.
La Nomentana disponeva dei servizi di reception, bar, cinema, saletta lettura/gioco carte, sala giochi, negozio, infermeria, canile, ristorante, self service, 414 cabine di cui 295 di prima classe e 119 di seconda, per un totale di 1360 posti letto, e di due scale mobili per l'imbarco rapido dei passeggeri senza auto al seguito.
La nave era strutturata su 11 ponti, così distribuiti:
- 1: sala macchine
- 2 (Copertino): garage, 119 cabine di seconda classe
- 3 (Principale): garage
- 4 (Piattaforma): garage
- 5 (Superiore): garage
- 6 (Coperta): garage, 48 cabine prima classe
- 7 (Saloni): reception, bar, cinema, ristorante, self service, negozio, sala giochi, sala gioco carte, 41 cabine di prima classe
- 8 (Imbarcazioni): poltrone, infermeria, canile
- 9 (Comando): 83 cabine di prima classe
- 10 (Aurora): 87 cabine di prima classe
- 11 (Belvedere): 36 cabine di prima classe, solarium

## Servizio

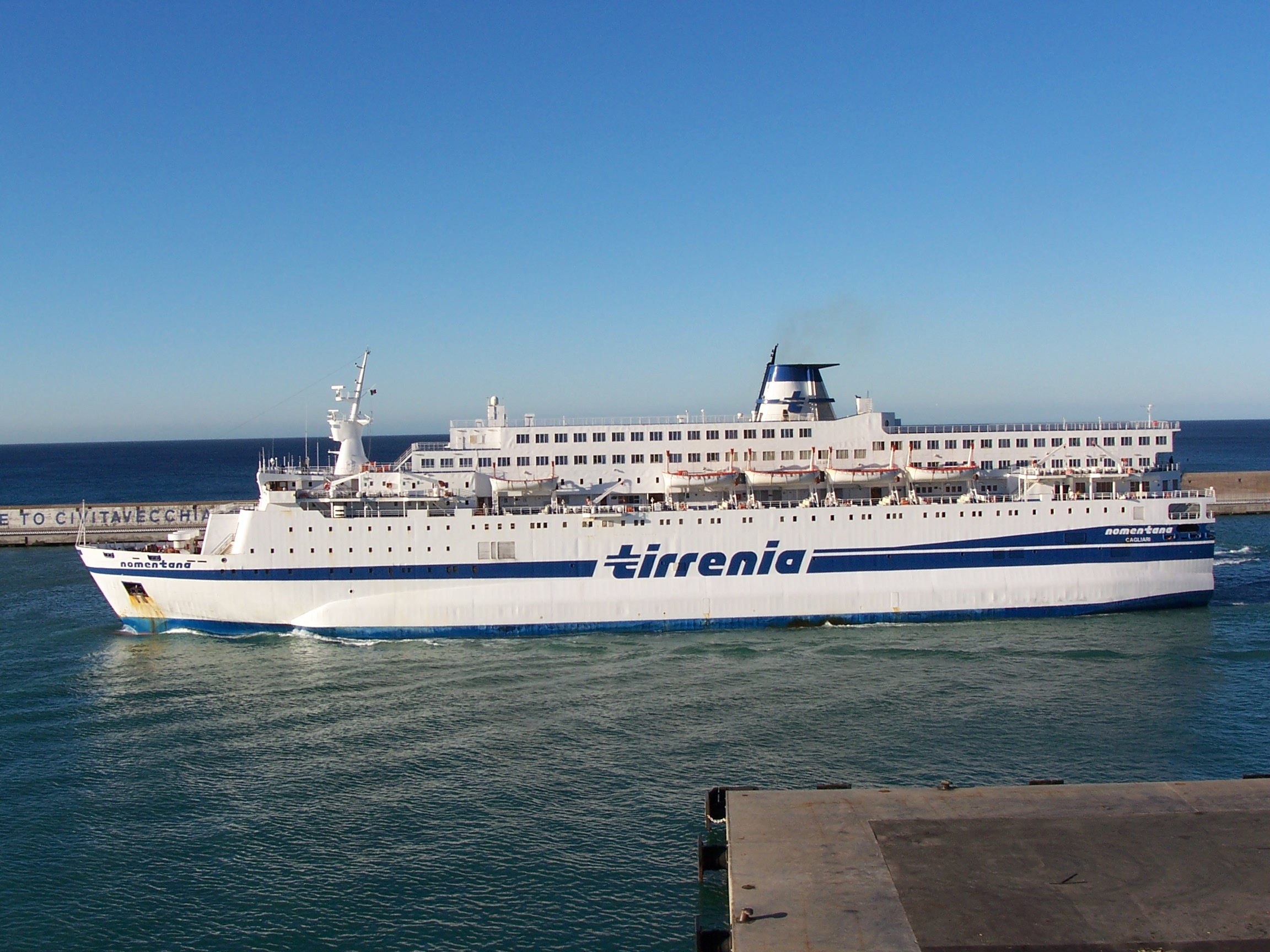
Il traghetto Nomentana in arrivo a Civitavecchia

La Nomentana fu varata l'8 marzo 1979 al cantiere navale di Castellammare di Stabia, venendo consegnata alla Tirrenia il 26 settembre 1980.
Il traghetto negli anni ha servito diverse linee della rete Tirrenia, ma prevalentemente è stata in servizio sulle rotte Porto Torres - Genova, Olbia - Civitavecchia, Olbia - Genova e sulla tratta Cagliari - Arbatax - Civitavecchia. A partire dal febbraio 2012 la nave fu posta temporaneamente in servizio tra Napoli e Palermo, in attesa del rientro in servizio della Vincenzo Florio e ad aprile tra Civitavecchia e Olbia in sostituzione della Sharden. Nel maggio 2012 la nave ha servito la rotta Napoli - Palermo in sostituzione della Raffaele Rubattino che è stata a sua volta spostata sulla Civitavecchia - Olbia in sostituzione della Sharden, per poi tornare sulla tradizionale rotta tra Civitavecchia e la cittadina sarda. A fine luglio, in seguito all'entrata in servizio delle più moderne Amsicora e Bonaria la Nomentana fu posta in disarmo nel porto di Trapani. Nel febbraio 2013 la nave fu venduta per la demolizione in India, cambiando il nome in Nomt e partendo per l'ultimo viaggio a fine marzo.

## Navi gemelle
- MSC Aurelia (già Aurelia)
- Clodia
- AF Francesca (già Domiziana)
- Flaminia
- Amanah (già Emilia)

Domiziana, Emilia e Flaminia, benché originariamente gemelle della Clodia, non furono sottoposte alla radicale trasformazione subita dalle altre tre unità della classe ai cantieri navali INMA nel 1992 e sono quindi piuttosto diverse da esse nell'aspetto esteriore.

## Origine del nome
Come le altre navi della classe la Nomentana prende il nome da una strada consolare romana, in questo caso la Via Nomentana.

## Curiosità
Nel 1993 il traghetto Nomentana è apparso nella scena finale del film diretto da Ricky Tognazzi La scorta dove il protagonista il magistrato Michele De Francesco, interpretato da Carlo Cecchi, lascia la Sicilia a bordo della nave e la sua scorta assiste alla sua partenza dalla banchina. In realtà la scena è stata girata nel porto laziale di Civitavecchia.